# Редник, Мирча
Ми́рча Ре́дник (рум. Mircea Rednic; род. 9 апреля 1962, Хунедоара) — румынский футболист и футбольный тренер. Выступал на позиции защитника.

## Карьера

### Тренерская
С августа по ноябрь 2009 года был главным тренером владикавказской «Алании», выступавшей в первом российском дивизионе. С лета 2010 года по 5 декабря 2011 года являлся тренером азербайджанского клуба «Хазар-Ленкорань».

## Достижения

### Игрока
- Чемпион Румынии (3): 1982/83, 1983/84, 1989/90
- Обладатель Кубка Румынии (4): 1983/84, 1985/86, 1989/90, 1997/98
- Обладатель Суперкубка Румынии : 1999
- Обладатель Кубка Бельгии : 1992/93

### Тренера
- Чемпион Румынии (2): 2002/03, 2006/07
- Обладатель Кубка Румынии (2): 2001/02, 2006/07
- Обладатель Суперкубка Румынии (3): 2002, 2003, 2007
- Обладатель международного кубка Дамаска: 2004
- Обладатель Кубка Азербайджана: 2010/11